# Gustav Toepke
Rudolf Heinrich Gustav Toepke (* 26. März 1841 in Magdeburg; † 28. Juni 1899 in Heidelberg) war ein deutscher Jurist und Historiker.

## Leben
Toepke besuchte die Schule des Klosters Unser Lieben Frauen in Magdeburg sowie das Gymnasium in Stendal, wo er 1861 die Abiturprüfung ablegte. Danach studierte er Jura an den Universitäten Jena und Berlin. In Jena wurde er Mitglied des Corps Thuringia. 1866 bestand er das Auskultatorexamen, 1867 das Referendarexamen. Aus gesundheitlichen Gründen nahm er bereits 1871 seinen Abschied aus dem Staatsdienst und zog sich für einige Jahre auf das Schlossgut Freienfels in Bayern zurück. Später verzog er nach Heidelberg und widmete sich historischen Studien. Neben der Veröffentlichung kleinerer Schriften übernahm Toepke zum Universitätsjubiläum 1886 die Bearbeitung und Herausgabe der Matrikel der Ruprecht-Karls-Universität. Er starb kurz vor Abschluss des Projekts, das durch Paul Hintzelmann fortgeführt wurde.

## Auszeichnungen
Die Philosophische Fakultät der Universität Heidelberg ernannte Toepke zum Ehrendoktor. Er war außerdem Träger des Ritterkreuzes I. Klasse des Ordens vom Zähringer Löwen sowie des Ritterkreuzes des Militär- und Civil-Verdienstordens Adolphs von Nassau. 1896 wurde er zum Großherzoglich badischen Hofrat ernannt.

## Veröffentlichungen
- Magdeburger und deren Nachbarn auf der Universität Heidelberg in den Jahren 1386–1662. In: Geschichtsblätter für Stadt und Land Magdeburg 14 (1879), S. 331–365
- Die Harzer und deren Nachbarn auf der Universität Heidelberg in den Jahren 1386–1662. In: Zeitschrift des Harz-Vereins für Geschichte und Altertumskunde 13 (1880), S. 139–189
- Die Magdeburger und Hallenser auf der Universität Basel in den Jahren 1460 bis 1700. In: Geschichtsblätter für Stadt und Land Magdeburg 16 (1881), S. 210–220
- Die Matrikel der Universität Heidelberg von 1386–1662 […]. Teil 1–3, Heidelberg 1884–1893